# Hauk Aabel
Hauk Erlendssøn Aabel (21 tháng 4 năm 1869 - 12 tháng 12 năm 1961) là một diễn viên hài và diễn viên Na Uy nổi tiếng trong phim câm tiếng Na Uy và Thụy Điển.

## Sự nghiệp
Aabel xuất hiện trên sân khấu vào ngày 11 tháng 10 năm 1897 tại Nhà hát Christiania ở Oslo, và là một diễn viên nổi bật trong nhà hát Na Uy. Năm 1917, ông bắt đầu xuất hiện trong các bộ phim câm ở Thụy Điển. Sau đó, ông trở lại Na Uy vào năm 1927, nơi ông đã làm việc trong nhiều bộ phim, trong đó có một số bộ phim sau sự ra đời của âm thanh. Ông thực hiện bộ phim cuối cùng của mình vào năm 1939, ở tuổi 72.
Hauk Aabel là một sĩ quan dự bị (tiếng Na Uy: vernepliktig officer) trong Quân đội Na Uy, với cấp bậc Thiếu úy.
Ông là người cung cấp tài liệu cho nghiên cứu ngôn ngữ tiên phong của Haugen và Joos vào năm 1952, được gọi là Giai điệu và Ngữ điệu ở Đông Na Uy.
Con trai ông Per Aabel cũng là một diễn viên truyện tranh nổi tiếng trong các bộ phim Na Uy. Aabel mất năm 1961.

## Phim đã đóng
- Hauk Aabel av Erling Alm-Vik i Norske scenekunstnere 1918
- Moro var det lell! – Mine første tyve år på scenen 1935
- Gode gamle dager 1949